# اندیس شاهزاده عبدالله۴
شاهزاده عبدالله۴ یک اندیس غیرفلزی است که در حوالی شهر رک سفید استان خوزستان قرار دارد و مادهٔ معدنی موجود در آن، صدف آهکی است. سنگ میزبان این اندیس آهک است.